# Bladina fuscana
Bladina fuscana är en insektsart som beskrevs av Stsl 1862. Bladina fuscana ingår i släktet Bladina och familjen Nogodinidae. Inga underarter finns listade i Catalogue of Life.